# 斯拉德科耶湖 (车里雅宾斯克州)
54°32′40″N 63°1′13″E / 54.54444°N 63.02028°E
斯拉德科耶湖（俄语：Сладкое），是俄羅斯的湖泊，位於該國西南部車里雅賓斯克州，由十月村區負責管轄，面積0.32平方公里，海拔高度176.9米，平均水深1.25米，最大水深1.8米。